# تآكل التعرية
تآكل التعرية (بالإنجليزية: Erosion corrosion)‏ هو نوع من أنوع التآكل، هو حالة تدهور سطح المادة بسبب العمل الميكانيكي ، غالبًا عن طريق اصطدام السائل ، أو التآكل بواسطة الملاط ، أو الجسيمات المعلقة في سائل أو غاز سريع التدفق ، أو فقاعات أو قطرات ، أو تجويف ، إلخ.
```
يمكن وصف الآلية على النحو التالي:
```

تآكل ميكانيكي للمادة ، أو طبقة أكسيد واقية (أو سلبية) على سطحها ،
التآكل المعزز للمادة ، إذا كان معدل تآكل المادة يعتمد على سمك طبقة الأكسيد.
تختلف آلية التآكل والمواد المتأثرة به والظروف التي تحدث عند حدوثه بشكل عام عن تلك الخاصة بالتآكل المتسارع بالتدفق ، على الرغم من أن الأخير يصنف أحيانًا على أنه نوع فرعي من التآكل.